# Стафилины навозные
Стафилины навозные (лат. Coprophilus) — род жуков-стафилинид из подсемейства Oxytelinae (триба Coprophilini). Встречаются в Голарктике (30 видов, большинство — в Центральной Азии). Обычно обнаруживаются в норах грызунов, а также во влажных растительных остатках и в навозе. Мелкие жуки, длина тела 3—6 мм. Голова в задней части без перетяжки. Передние и средние голени снаружи несут шипики. Лапки состоят из 5 члеников.

## Систематика
Род Coprophilus был выделен французским энтомологом Пьером Андре Латрейлем в 1829 году, иногда включался в род Elonium Samouelle, 1819 (ныне синоним) и в настоящее время включает следующие виды:
- Coprophilus adachii — C. alticola — C. bimaculatus — C. burphuensis — C. chinensis — C. difformis — C. drugmandi — C. fauveli — C. formosanus — C. impressus — C. kashmiricus — C. longicollis — C. longicornis — C. major — C. nepalensis — C. nepalicus — C. pennifer — C. pentatoma — C. piceus — C. reitteri — C. rufipennis — C. rufitarsis — C. schubertii — C. sibiricus — C. simplex — C. solskyi — C. striatulus — C. subplagiatus

## Виды Европы
В фауне Европы представлены следующие виды:
- Coprophilus (Coprophilus) striatulus (Fabricius, 1793) — Австрия, Бельгия, Великобритания, Германия, Италия, Латвия, Литва, Молдавия, Норвегия, Польша, Россия, Румыния, Украина, Франция, Хорватия, Швеция и Эстония
- Coprophilus (Zonyptilus) drugmandi Toth, 1991 — Румыния
- Coprophilus (Zonyptilus) pennifer (Motschulsky, 1845) — Россия
- Coprophilus (Zonyptilus) piceus (Solsky, 1867) — Австрия, Босния, Германия, Россия, Словакия, Чехия, Югославия
- Coprophilus (Zonyptilus) schubertii (Motschulsky, 1860) — Россия
- Coprophilus (Zonyptilus) solskyi Bernhauer, 1908 — Румыния